# Wilma Bouw
Wilma Bouw was een aannemersbedrijf en projectontwikkelaar die gevestigd was te Weert en dat bestond van 1939 tot 1998.

## Geschiedenis
Het bedrijf werd in 1939 opgericht door H.J. Willemsen en H.P.C. Maas, vandaar de naam Wilma. Zij begonnen een aannemersbedrijf. Ze bouwden in Weert het Pensionaat Sint Louis, maar daarna werden ze voor militaire dienst opgeroepen vanwege de oorlogsdreiging. Na de demobilisatie hervatte het bedrijfje zijn werkzaamheden, maar in 1942 stopten ze ermee, om einde 1944, na de bevrijding van Noord-Brabant en Limburg, weer te starten. Men ving aan met herstelwerkzaamheden aan door de oorlog beschadigde boerderijen en dergelijke, en ook werden enkele woningen gebouwd.
In 1952 kwam de eerste grote opdracht binnen, voor het bouwrijp maken van de grond en de bouw van 860 woningen in het kader van het Plan Nazareth te Maastricht. In 1959 werd de toren van de Sint-Martinuskerk te Weert gerestaureerd.
Hierna groeide het bedrijf snel. In 1960 werd een eigen bouwsysteem ontwikkeld. Dit betrof een giet-bouwsysteem met een specifieke bekistingsmethode. Hiermee kon zowel laag- als hoogbouw worden gerealiseerd.
Van de verdere projecten kan nog worden genoemd: een 400-tal woningen in de Maastrichtse wijk Malberg en de bouw van diverse winkelcentra, waaronder de Muntpassage te Weert (1970) en De Roselaar te Roosendaal (1985). De bouw van complete woonwijken inclusief infrastructuur en voorzieningen werd de kernactiviteit van Wilma. Er werden ongeveer 12.000 galerijflats volgens het Wilma-bouwsysteem gebouwd. De bekende huisstijl, een donkerblauwe scherpe driehoek, kwam men op vele bouwplaatsen tegen.
In 1997 volgde een aankondiging dat het familiebedrijf Wilma met het beursgenoteerde BAM tot BAM Wilma zou fuseren, doch deze fusie, die een bedrijf met 6500 medewerkers zou opleveren, ging niet door. In 1998 ging Wilma samen met NBM-Amstelland, dat zich vooral gespecialiseerd had op de vervaardiging van bouwmaterialen. Men hoopte aldus tot een goede synergie te komen. Het nieuwe bedrijf had 9636 werknemers in dienst.
NBM-Amstelland werd echter al spoedig gesplitst en aldus werd Wilma in 2000 alsnog onderdeel van de Koninklijke BAM Groep. Het grote hoofdkantoor in Weert werd in 2005 gesloopt. Het nieuwe kantoor van BAM Woningbouw Wilma Weert werd in 2005 in gebruik genomen en op 1 januari 2009 werd de naam veranderd in BAM Woningbouw Weert en was de naam van Wilma in Nederland voorgoed verdwenen. Wilma Duitsland in Ratingen draait nog op volle toeren met als directeur Frank Maas, de zoon van Luud Maas.

## Externe bronnen
- Documentatiemateriaal door Hennie van den Heurik
- Wilma bouwsysteem
- Volkskrant 24 mei 1997